# Avers
Avers é uma comuna da Suíça, no Cantão Grisões, com cerca de 191 habitantes. Estende-se por uma área de 93,07 km², de densidade populacional de 2 hab/km². Confina com as seguintes comunas: Bivio, Innerferrera, Mulegns, Piuro (IT-SO), Soglio.
O povoado de Juf, pertencente à comuna de Avers, é o local mais alto na Europa que é habitado por todo o ano.
A língua oficial nesta comuna é o Alemão.